# ココヤシ
ココヤシ（ココ椰子、古々椰子、学名: Cocos nucifera）は、単子葉植物ヤシ科の高木である。おそらくヤシ科植物の中で最も有名で、最も利用価値が高い。単にヤシ（椰子）と言えばこれを指す。果実はココナッツとして有名であり、他にも多方面で利用価値が高く、世界中の熱帯地域で栽培されている。
リンネの『植物の種』(1753年) で記載された植物種の一つである。

## 形態
樹高は大きいもので約30メートル (m) にまで成長する。幹はまっすぐには直立せずやや斜めに伸び、途中がよく屈曲する。葉の長さは5 mにもなる羽状複葉で、基部から先端まで細長い小葉を両側に付ける。葉は幹の先端部に集まり、その部分には葉の付け根とそこから出る繊維が密集する。それより下では比較的滑らかな樹皮が露出している。樹皮には輪状の葉痕がよく目立つ。
雌雄同株で大きな円錐花序をつけ、その先端部は雄花で、基部に雌花をつける。果実は熟すと30センチメートル (cm) 程にもなり、やや先がとがった楕円形で、緑色。その外側は丈夫な繊維を含む厚い層からなり、その内側に非常に固い殻に包まれた種子がある。
発芽は地下性。

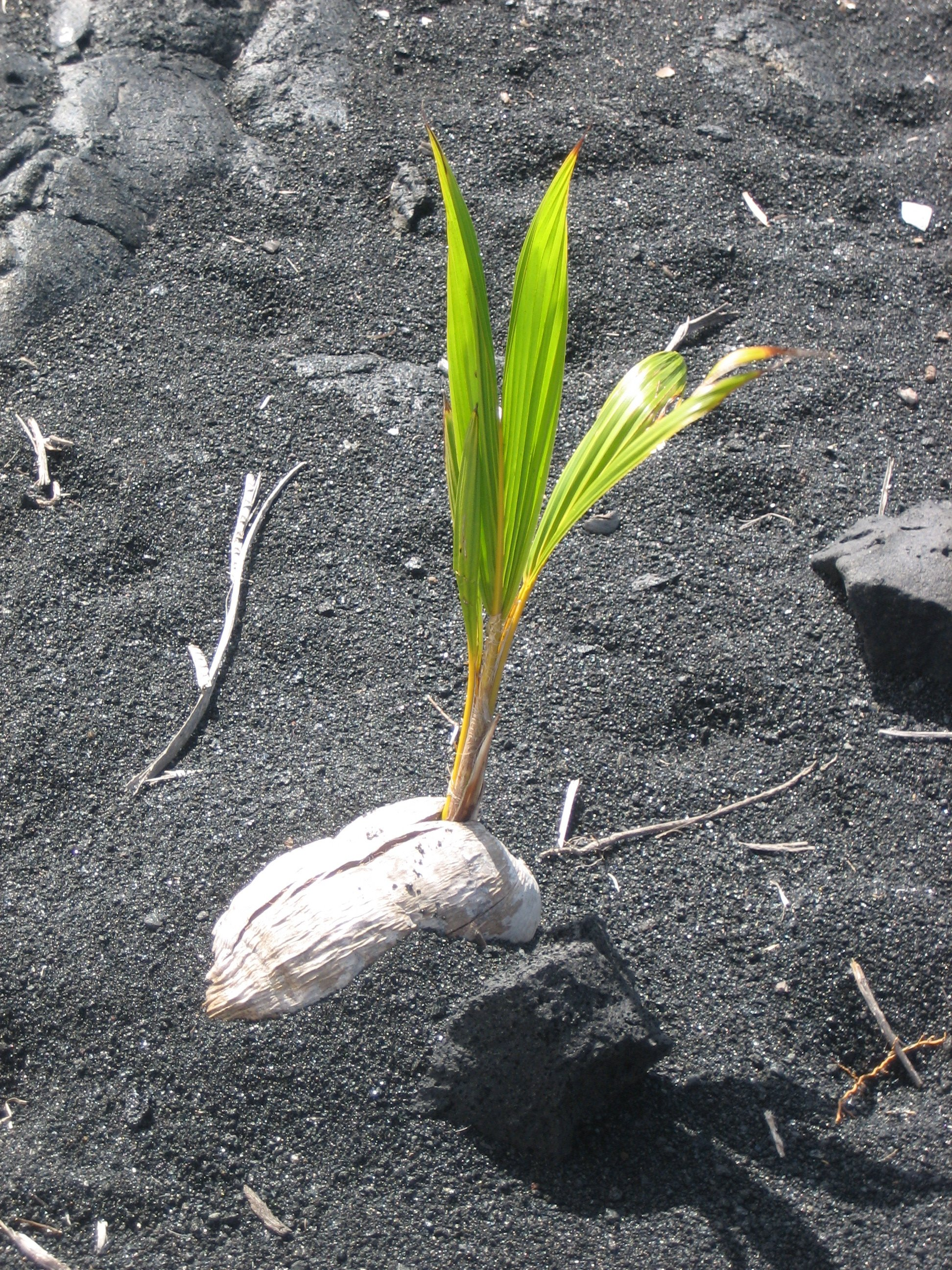
発芽は地下性である。

## 生態
典型的な水散布型の種子で水に浮かぶ果実は海流に乗り、条件のいいところに漂着すれば発芽し成長する。果実は長期間の漂流に耐え、時に日本の北海道に漂着した例もある。
植物寄生性の線虫の感染を受けることが知られており、時に枯死することがある。この病気は中南米のヤシ類プランテーションで古くから問題になっている。衰弱した個体の幹を切断すると赤い輪のような変色が見られることから、Red ring disease（赤い輪の病気）と呼ばれ、渡邊（1980）ではそのまま和名を「（ココヤシの）赤輪病」としている。原因線虫のBursaphelenchus cocophilus(和名未定)は、アジアやヨーロッパでマツ材線虫病を引き起こし、マツ類に枯死被害をもたらしているマツノザイセンチュウ（Bursaphelenchus xylophilus）と同属近縁であり、高い病原性を持つ植物寄生性線虫の一例として知られている。

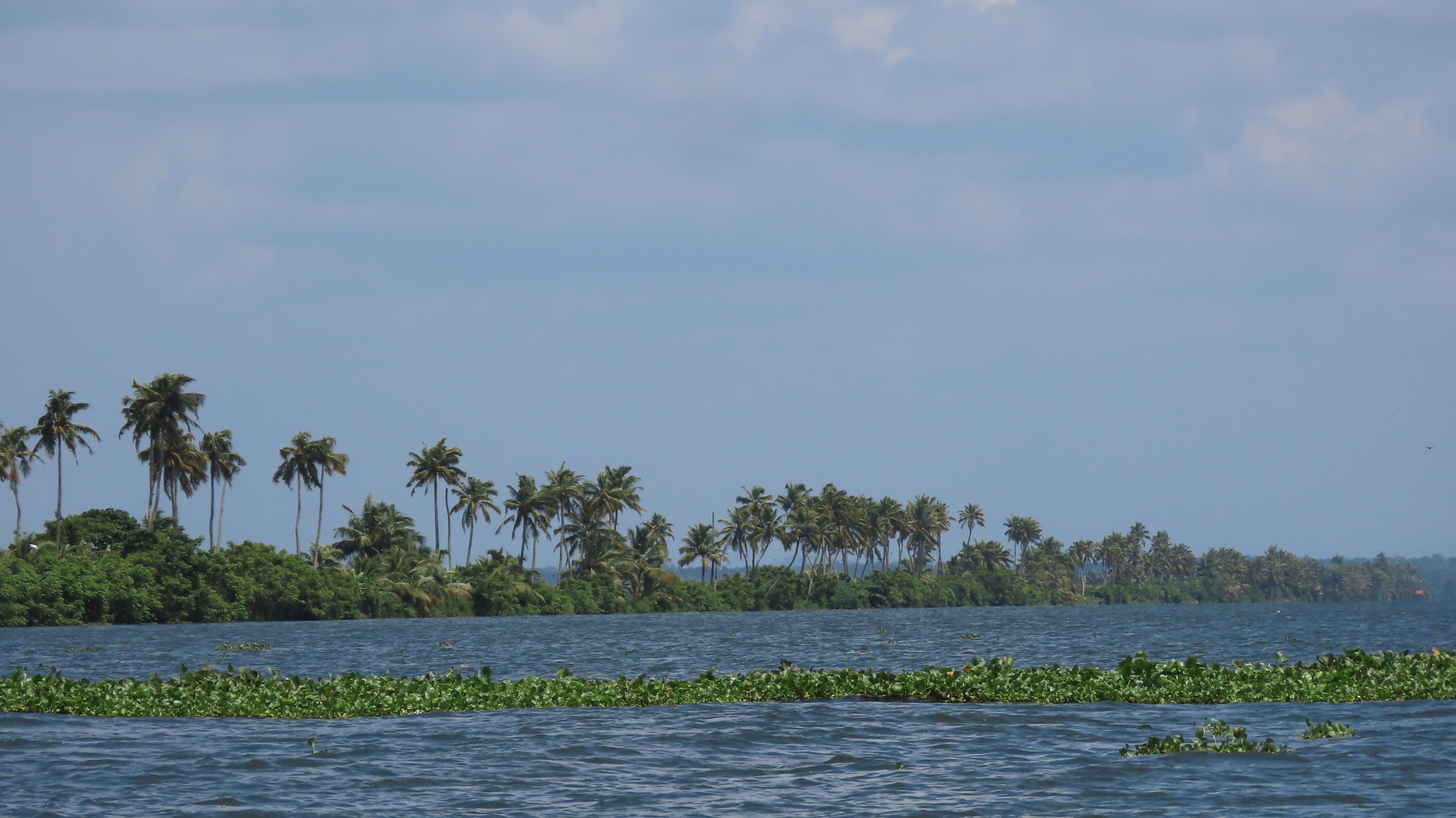
水辺に成立したココヤシ群落

## 人間との関わり
サゴヤシ、アブラヤシ、ナツメヤシなどと共に利用価値の高いヤシの一つとしてよく知られている。
ポリネシアから熱帯アジアが原産とされるが、現在では世界中の熱帯地方で栽培されている。非常に利用価値の高い植物で、世界各地で栽培される。

### 食用・採油
種子を食用にできることで有名である。特に価値があるのは種子の内部の胚乳の固形部分で、日本では英語のcoconut（ココヤシの実）をそのまま音写した「ココナッツ」という名称がよく知られている。形態節の通り、胚乳は固形部分だけでなく一部に液体部分もできるのが特徴で、この部分も英語coconut water（ココナッツの水）からそのまま「ココナッツウォーター」ないしは「ココナッツジュース」と呼ばれる。
ココナッツウォーターには植物ホルモンが含まれている。
固形胚乳を乾燥させたものを「コプラ」と呼び、保存性が向上しており流通に向く。各種加工品を作るときにはコプラの形で輸入することも多い。一方でコプラの生産時にはカビによる汚染が起こることがしばしばあり、特に強力なカビ毒であるアフラトキシンもたびたび見つかっている。アフラトキシン産生菌による汚染を防ぐことはココヤシ食品の加工および流通上の大きな課題の一つであり、各種の研究が行われている。もっとも、アフラトキシン汚染はココヤシに限らず、マメ類、トウモロコシ、ヒマワリなど植物性油脂の原料種子や製品ではしばしばみられるもので、対策は広く世界的な課題である。
アブラヤシほど大量に生産できないが、ココヤシからも油を採取することができる。アブラヤシから採取する油は「パーム油」と呼ぶのに対し、ココヤシの油は「ヤシ油」として区別される。ココヤシの油は、他の天然油脂と比べると中鎖脂肪酸、特にラウリン酸の割合が高い。用途は食用利用が8割を占め、生産国はフィリピンが最多である。ココヤシの場合は普通は前述のコプラに加工してから採油するが、生の胚乳から搾ることもでき品質はその方が高い
他にも花序の糖液から酒を造ることができ、マレーではトジーと言って飲まれる。酒に加工しない場合は発酵しないように少量の石灰を加え、乾燥させることで、砂糖の一種として使うこともできるという。地際から出る不定根には薬用効果があると言われ、東南アジアではこれを薬用としたり嗜好品として噛んだりするするという（ビンロウから作られるキンマの代用とされる）

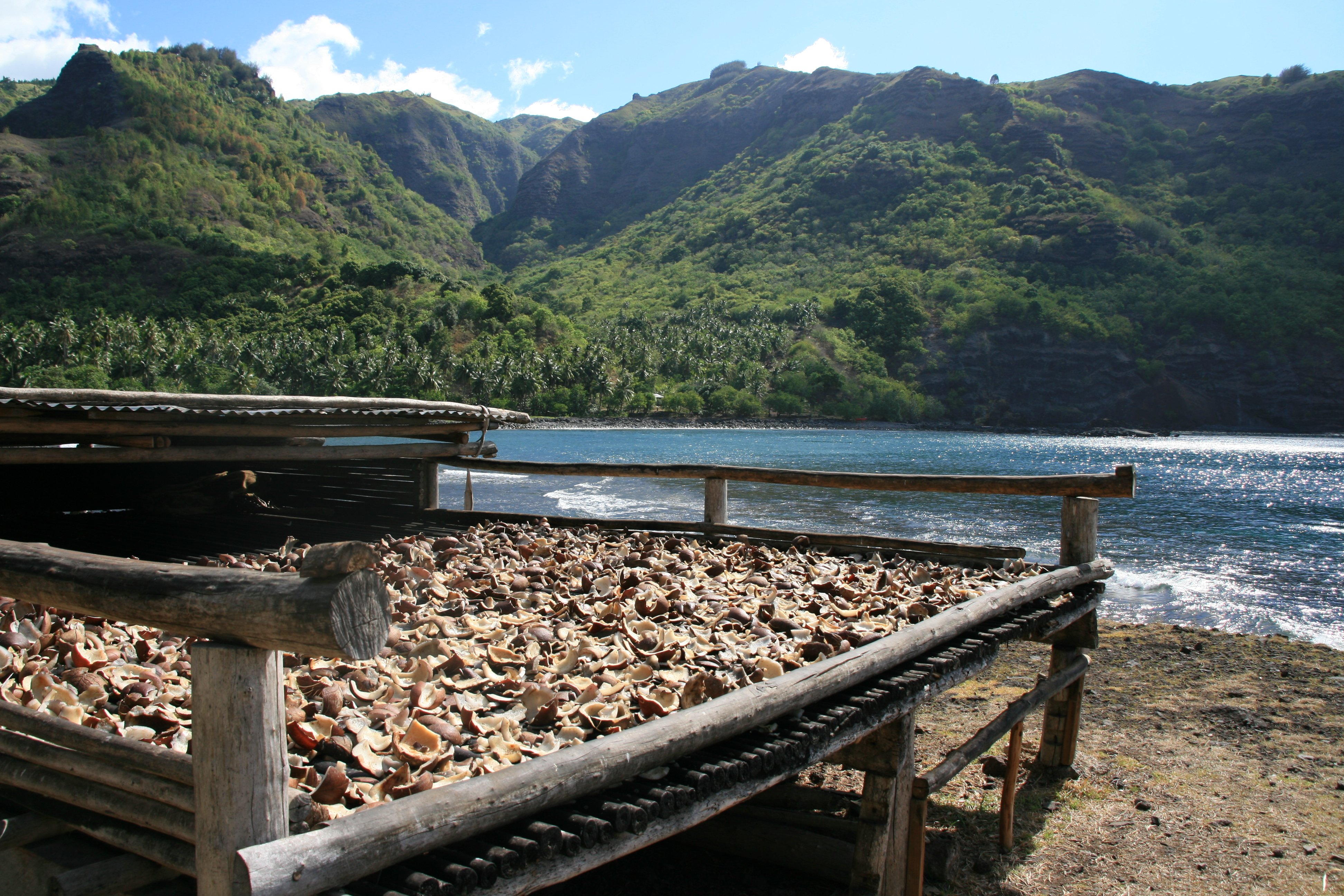
コプラの乾燥風景（仏領ポリネシア、11月）

### 容器
頑丈な果実は中身を採った後も利用でき、水筒や煙草入れとして使用した。琉球王朝時代には泡盛を入れる容器としてよく使われたという。

### 幹
茎は材として用いられ、特にポリネシアなどの海洋の小島では唯一の材木となる場合もある。古代から近世までアラビア海・東アフリカ・インド貿易で利用された船（ダウ船）の建材として利用された。

### 繊維
果実や葉から繊維が取れる。葉は屋根を葺き、あるいは繊維を編んで敷物やカゴなどに加工される。

### その他
柳田國男は渥美半島の浜辺に漂着したココヤシの実に触発されて南海からの文化伝達を論じ、『海上の道』を書いた。島崎藤村の抒情詩およびそれに曲を付けた歌曲『椰子の実』は、柳田から直接この話を聞いた島崎が触発されて作ったものである。

## 自生北限

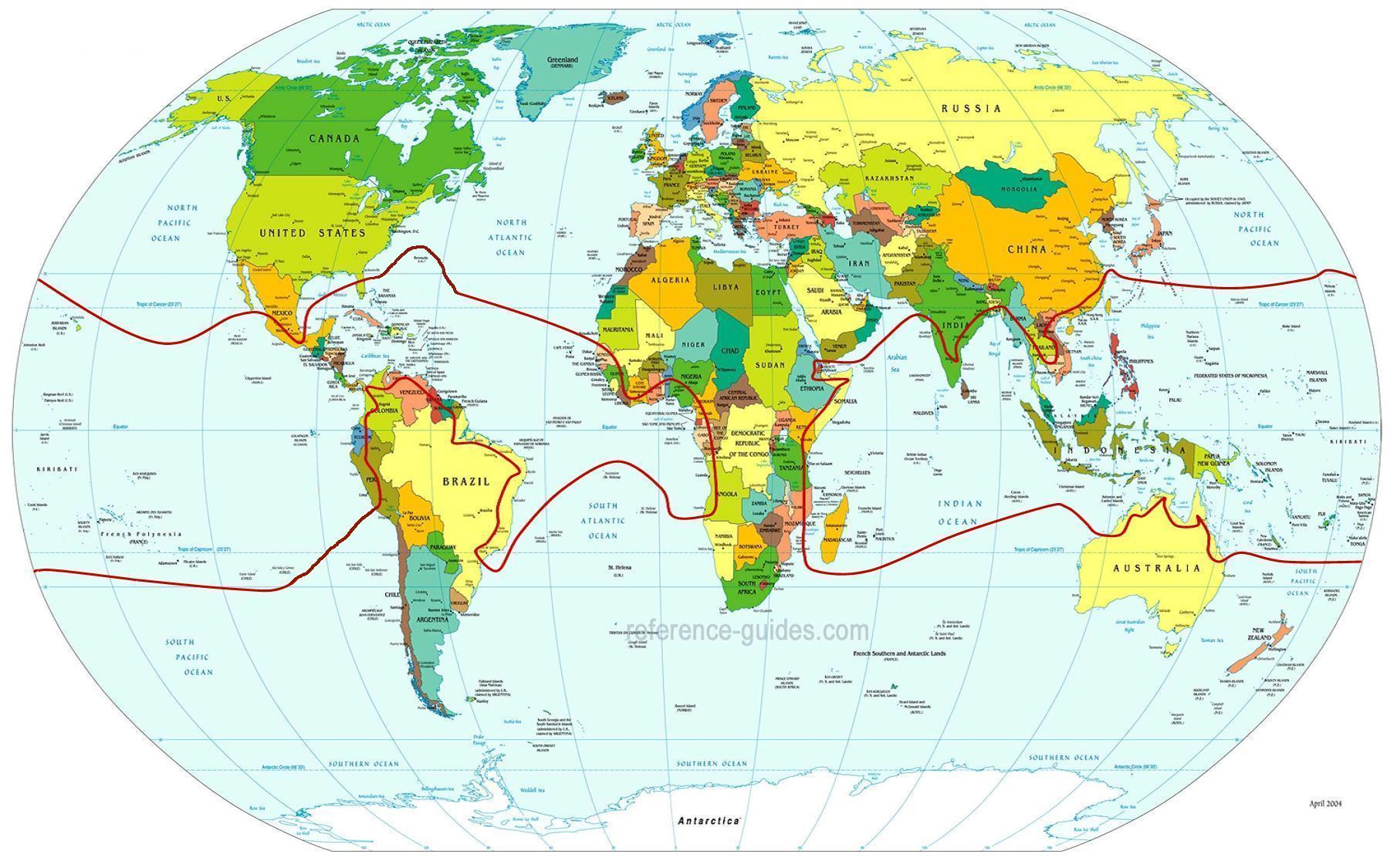
ココヤシの分布域。

日本では、鹿児島県奄美群島のごく一部と沖縄県、東京都の小笠原諸島以外の地域では冬の寒さのため自生できない。沖縄本島では、街路樹やホテルの庭園などに植栽されているが生育は良くない。近年は温暖化の影響もあり、奄美群島でも実をつけていると言う情報がある。
沖縄県宮古諸島伊良部島の渡口の浜や先島諸島西表島の北部海岸、小笠原諸島父島と母島、硫黄島、南鳥島で自生している。特に父島と母島には街中や民家の庭先に樹齢数十年を越える大きな株があり異国情緒を漂わせている。
耐寒温度は12℃といわれ、自生北限はケッペンの気候区分で熱帯気候と温帯気候の境界とされる最寒月平均気温18℃のラインとほぼ一致する。1981 - 2010年の平均値から推測すると、そのラインは父島から大東諸島を通り、宮古島から西表島の北方を横切る線となっている。

## 呼称
日本語で「ヤシ」と言えば普通は本種を指す。日本で唯一自生が見られる南西諸島では「ヤシ」「ヤーシ」「ヤシギー」などと呼ばれるという。漢字表記は「夜子」と書かれることがある。これは落果が夜に多いからというのが一説にある。

## その他
各地で利用されるが、大きな果実が非常に高いところに生るので、それなりの苦労が必要になる。まず、果実を採りに行くのが大変な労働であり、木登りの技術は地元の人間にとって重要な能力となる。マレーシアやタイでは、ブタオザルを調教してこの役割をさせる地方もある。クレーンの先にゴンドラのついたクレーン車などの機械を使って大量に収穫する方法もある。
他方、果実が自然に落下した場合は、人間などに当たれば大怪我をする。（ココナッツによる死も参照）。観光地では、熟した果実をあらかじめ落として回ることも重要な作業であるという。
なお、ヤシガニは木に登ってこの実を取ると誤解されていたことに由来する名前である。
モルディブの国章にはココヤシが描かれている。

## 画像

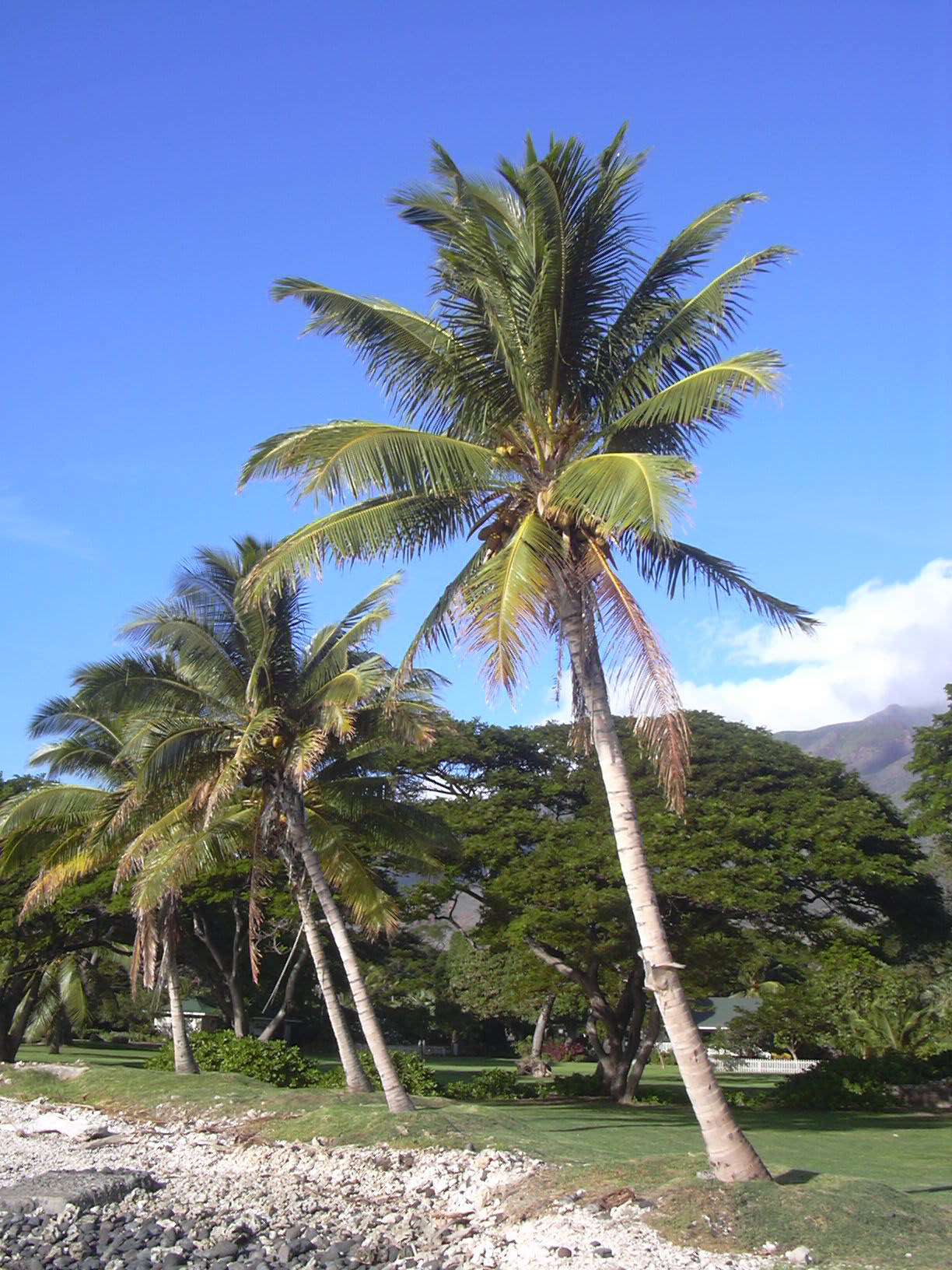
ココヤシ
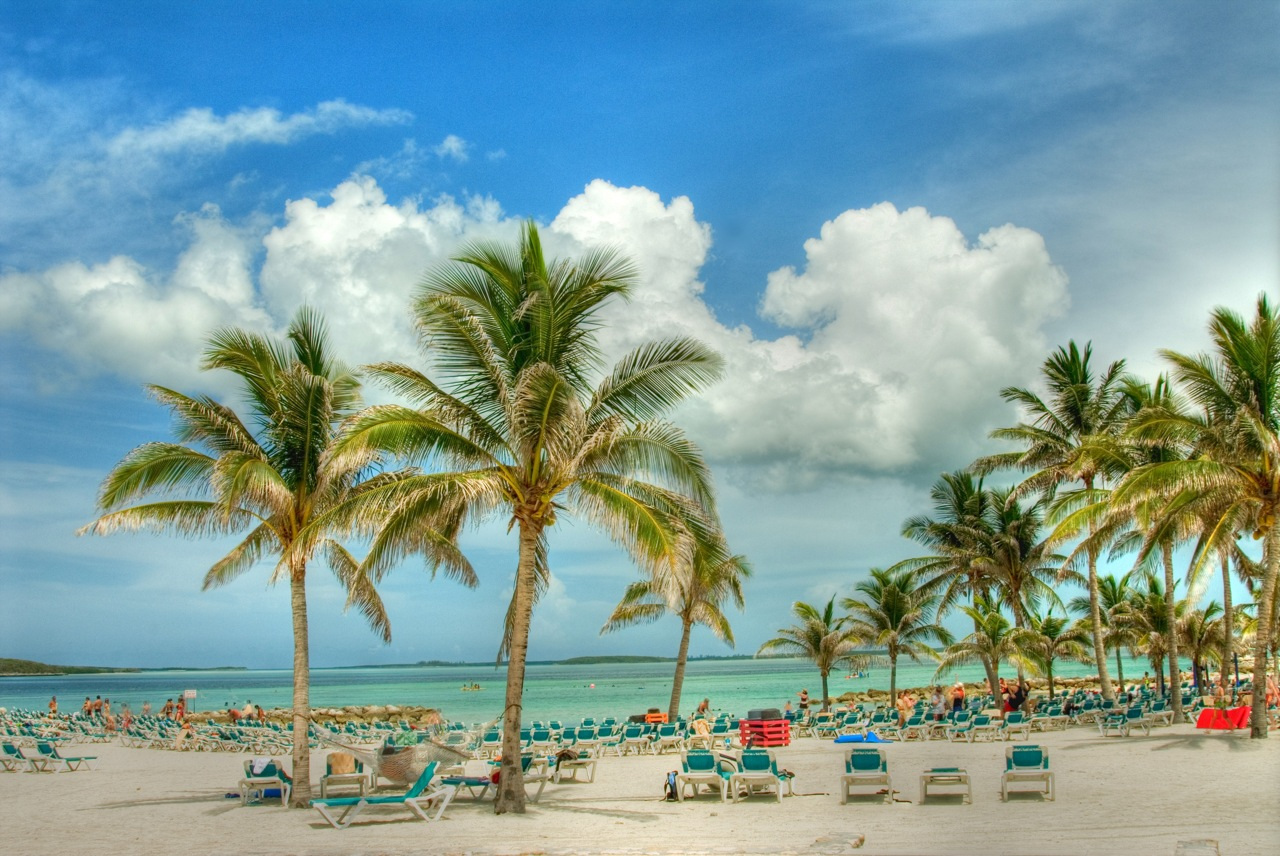
ビーチのココヤシ
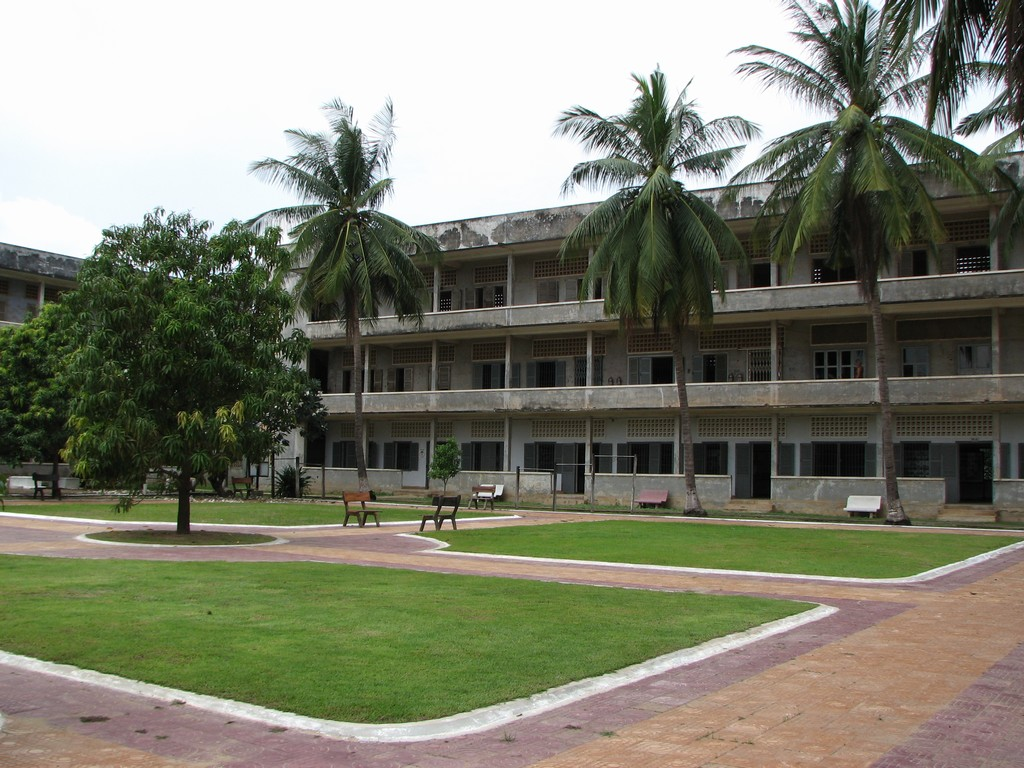
庭に植えられたココヤシ
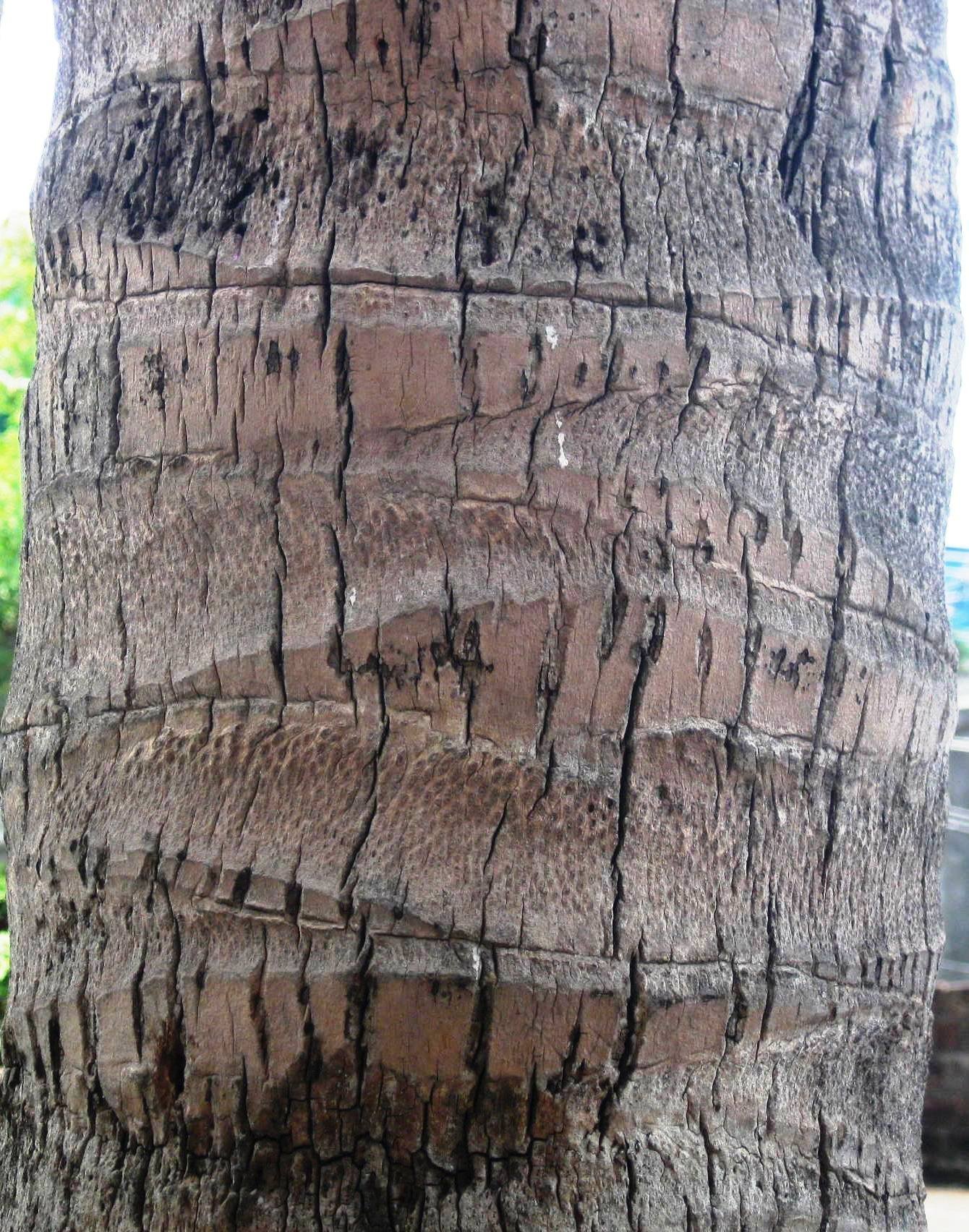
ココナッツの幹
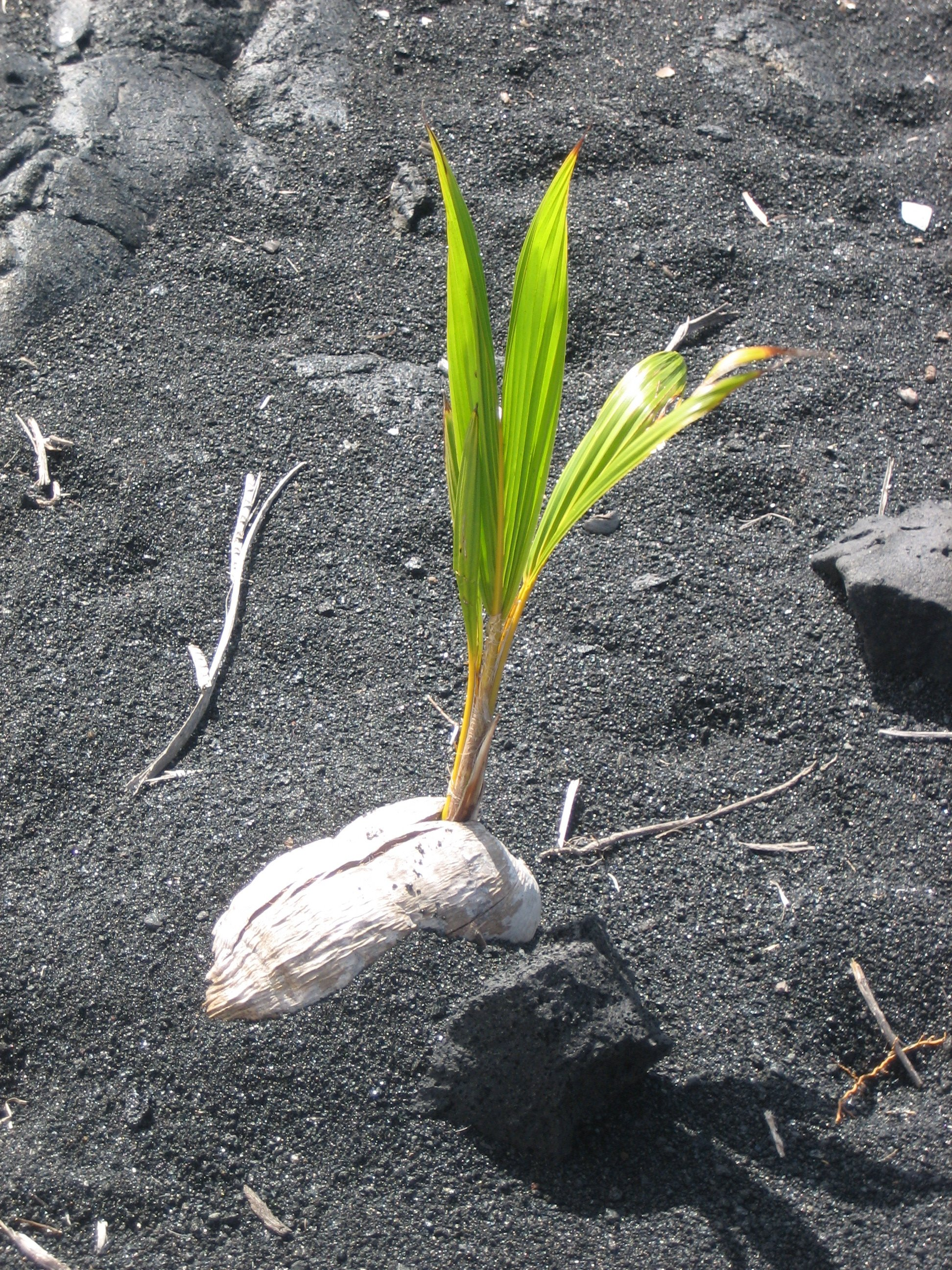
芽吹いたばかりのココヤシ
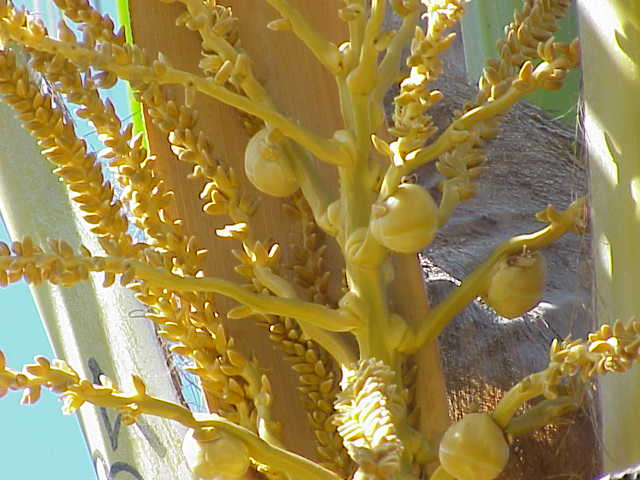
ココヤシの花
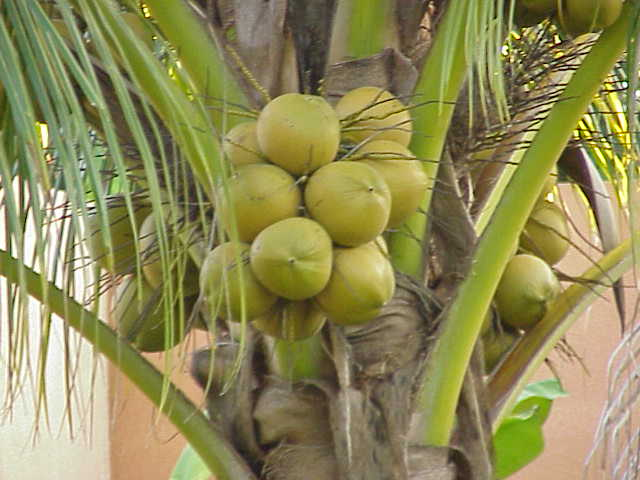
木になった状態のココナッツ
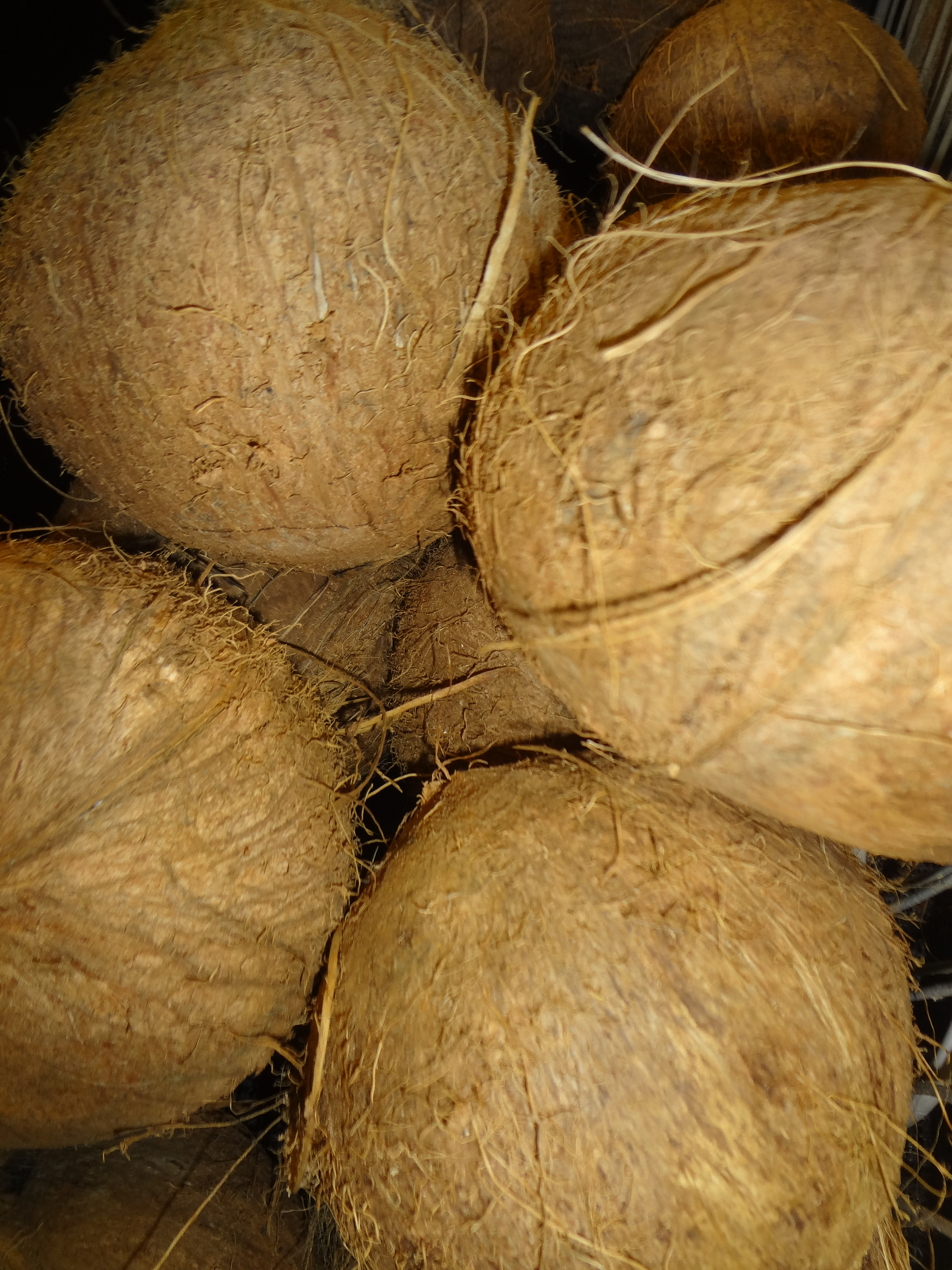
ココナッツの成熟果
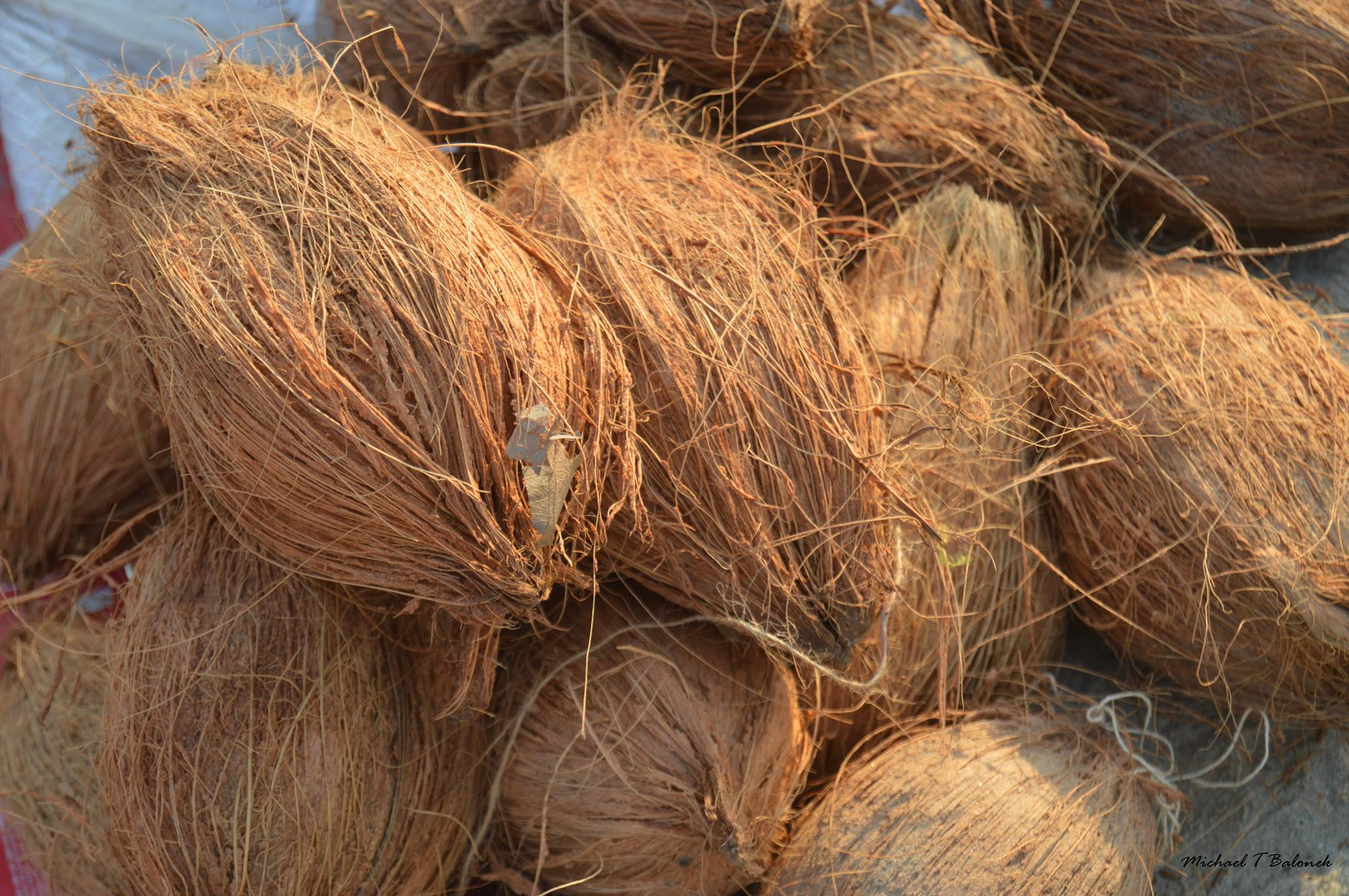
インドのクンブ・メーラで使われるココナッツ